# إلينا داهل
إلينا داهل (بالسويدية: Elena Dahl)‏ هي كاتِبة ومترجمة سويدية، ولدت في 10 فبراير 1947.